# Lucien Millevoye
Lucien Millevoye, né le 1er août 1850 à Grenoble (Isère) et mort le 25 mars 1918 à Paris, est un journaliste et homme politique français.

## Biographie
Petit-fils du poète Charles Hubert Millevoye et fils d'un ancien président de cour d'appel, il est avocat au barreau de Lyon de 1872 à 1875, puis magistrat de 1875 à 1880. Il démissionne au moment de l'expulsion des congrégations, pour marquer son opposition politique à cette mesure. Il se lance alors dans le journalisme politique, où il connait un grand succès. Il collabore notamment au Petit Caporal à partir du 28 mai 1884.
Il devient bientôt un proche du général Boulanger, dont il rédige les programmes et discours. Candidat boulangiste dans la Somme en 1889, il bat René Goblet, ancien président du Conseil. C'est un député très fougueux et emporté, qui collectionne les sanctions disciplinaires pour ses écarts de langage. En 1893, il attaque Georges Clemenceau à la tribune de la Chambre, l'accusant, sur la base d'un faux grossier forgé par un certain Norton, d'être un agent de l'Angleterre. Le scandale est tel qu'il est contraint de démissionner de son mandat de député.
Lié à Maud Gonne, il a une enfant illégitime de cette dernière en 1894 : Iseult Gonne.
Il reprend alors le journalisme, devenant rédacteur en chef du journal nationaliste La Patrie, financé par son ami Edmond Archdeacon. Il est alors l'un des piliers du camp antidreyfusard, qu'il rejoint notamment par antisémitisme. Il est réélu député en 1898, mais cette fois dans le 16e arrondissement de Paris, et conserve son siège jusqu'à sa mort en 1918. Il est un orateur nationaliste très écouté.
Dans le cadre de l'affaire des fiches, il  envoie le 12 septembre 1904 une lettre ouverte au ministre de la guerre le général André lui demandant en vain de désavouer le général Peloux, commandant du 11e corps d'armée, qui, dans une harangue adressée aux officiers assemblés à La Roche-sur-Yon, appelle à la délation entre officiers. La lettre est publiée dans Le Temps du 15 septembre 1904,.

## Sources
- « Lucien Millevoye », dans le Dictionnaire des parlementaires français (1889-1940), sous la direction de Jean Jolly, PUF, 1960 [détail de l’édition]